# Dioscorea oblongifolia
Dioscorea oblongifolia là một loài thực vật có hoa trong họ Dioscoreaceae. Loài này được Rusby mô tả khoa học đầu tiên năm 1910.